# کوته کوت
کوته کوت (به انگلیسی: Kota Kot) یک منطقهٔ مسکونی در پاکستان است که در خیبر پختونخوا واقع شده‌است.